# E (Album)
E (dargestellt als Ǝ) ist das zweite Videoalbum des US-amerikanischen Rappers Eminem. Es wurde am 12. Dezember 2000 über Dr. Dres Label Aftermath Entertainment sowie Interscope Records und Polygram veröffentlicht. Von der FSK ist die erste Version des Albums ab 12 und die zweite Version ab 16 Jahren freigegeben.

## Inhalt
Das Videoalbum enthält die ersten sieben Musikvideos aus Eminems Karriere. Diese wurden zu Liedern seiner beiden Soloalben The Slim Shady LP und The Marshall Mathers LP gedreht und sind in umgekehrter Reihenfolge zur Veröffentlichung auf der DVD enthalten. So sind die Stücke Stan, The Way I Am und The Real Slim Shady auf The Marshall Mathers LP enthalten, während Role Model, Guilty Conscience, My Name Is und Just Don’t Give a Fuck von The Slim Shady LP stammen. Außerdem befinden sich ein Making of zum Song Stan und ein Video über Eminems Zuhause auf dem Album. Des Weiteren ist ein nicht gelistetes Video des Titels Shit on You von Eminem und seiner Rapgruppe D12 aus deren erstem Studioalbum Devils Night enthalten.

## Covergestaltung
Das Albumcover der ersten Version ist sehr schlicht gehalten. Es zeigt lediglich Eminems Logo, ein weißes E, das verkehrt herum gedreht ist, umgeben von einem grünen Farbton. Der Hintergrund ist komplett in schwarz gehalten. Die zweite Version ziert ebenfalls das Ǝ, diesmal in rot. Darüber befindet sich der weiße Schriftzug EMINƎM auf grauem Hintergrund.

## Gastbeiträge
Neben Eminem sind die britische Sängerin Dido (auf Stan), sein Entdecker Dr. Dre (bei Guilty Conscience) und seine Rapgruppe D12 (auf Shit on You) in den Titeln zu hören und zu sehen. Des Weiteren haben verschiedene Künstler Gastauftritte in den Musikvideos. So spielt der kanadische Schauspieler Devon Sawa Eminems Fan Stan im gleichnamigen Video, während Dido dessen schwangere Freundin verkörpert. Der Rocker Marilyn Manson ist im Musikvideo zu The Way I Am zu sehen und Robert Culp spielt den Moderator in Guilty Conscience. Im Video zu The Real Slim Shady treten neben Dr. Dre und D12 auch der Sänger Fred Durst und die Schauspielerin Kathy Griffin in Erscheinung. Dr. Dre spielt außerdem in My Name Is mit.

## Titelliste
| #  | Titel                      | Gastbeiträge | Regisseur                 | Länge | Album                   |
| -- | -------------------------- | ------------ | ------------------------- | ----- | ----------------------- |
| 1  | Stan                       | Dido         | Philip Atwell und Dr. Dre | 8:10  | The Marshall Mathers LP |
| 2  | The Way I Am               |              | Paul Hunter               | 5:08  | The Marshall Mathers LP |
| 3  | The Real Slim Shady        |              | Philip Atwell und Dr. Dre | 4:30  | The Marshall Mathers LP |
| 4  | Role Model                 |              | Philip Atwell und Dr. Dre | 4:21  | The Slim Shady LP       |
| 5  | Guilty Conscience          | Dr. Dre      | Philip Atwell und Dr. Dre | 3:35  | The Slim Shady LP       |
| 6  | My Name Is                 |              | Philip Atwell und Dr. Dre | 4:11  | The Slim Shady LP       |
| 7  | Just Don’t Give a Fuck     |              | Darren Lavett             | 4:10  | The Slim Shady LP       |
| 8  | Stan: Behind the Scenes    |              |                           | 8:40  | –                       |
| 9  | The Mathers’ Home          |              |                           | 5:25  | –                       |
| 10 | Shit on You (Hidden Video) | D12          | Estevan Oriol             | 5:32  | Devils Night            |

## Kommerzieller Erfolg
| Professionelle Bewertungen | Professionelle Bewertungen |
| -------------------------- | -------------------------- |
| Kritiken                   |                            |
| Quelle                     | Bewertung                  |
| allmusic                   | [ 4 ]                      |

E stieg auf Platz 5 in die US-amerikanischen DVD-Charts ein und wurde dort für mehr als 100.000 verkaufte Exemplare mit einer Platin-Schallplatte ausgezeichnet. Im Vereinigten Königreich erhielt es Doppel-Platin für ebenfalls über 100.000 verkaufte Einheiten. Die weltweiten Verkäufe des Videoalbums belaufen sich auf mehr als 232.500.

| Land/Region                  | Auszeichnungen für Musikverkäufe (Land/Region, Auszeichnung, Verkäufe) | Verkäufe |
| ---------------------------- | ---------------------------------------------------------------------- | -------- |
| Australien (ARIA)            | Platin                                                                 | 15.000   |
| Frankreich (SNEP)            | Gold                                                                   | 7.500    |
| Kanada (MC)                  | Platin                                                                 | 10.000   |
| Vereinigte Staaten (RIAA)    | Platin                                                                 | 100.000  |
| Vereinigtes Königreich (BPI) | 2× Platin                                                              | 100.000  |
| Insgesamt                    | 1× Gold · 5× Platin ·                                                  | 232.500  |

Hauptartikel: Eminem/Auszeichnungen für Musikverkäufe